# Митрополія Молдавська і Буковинська

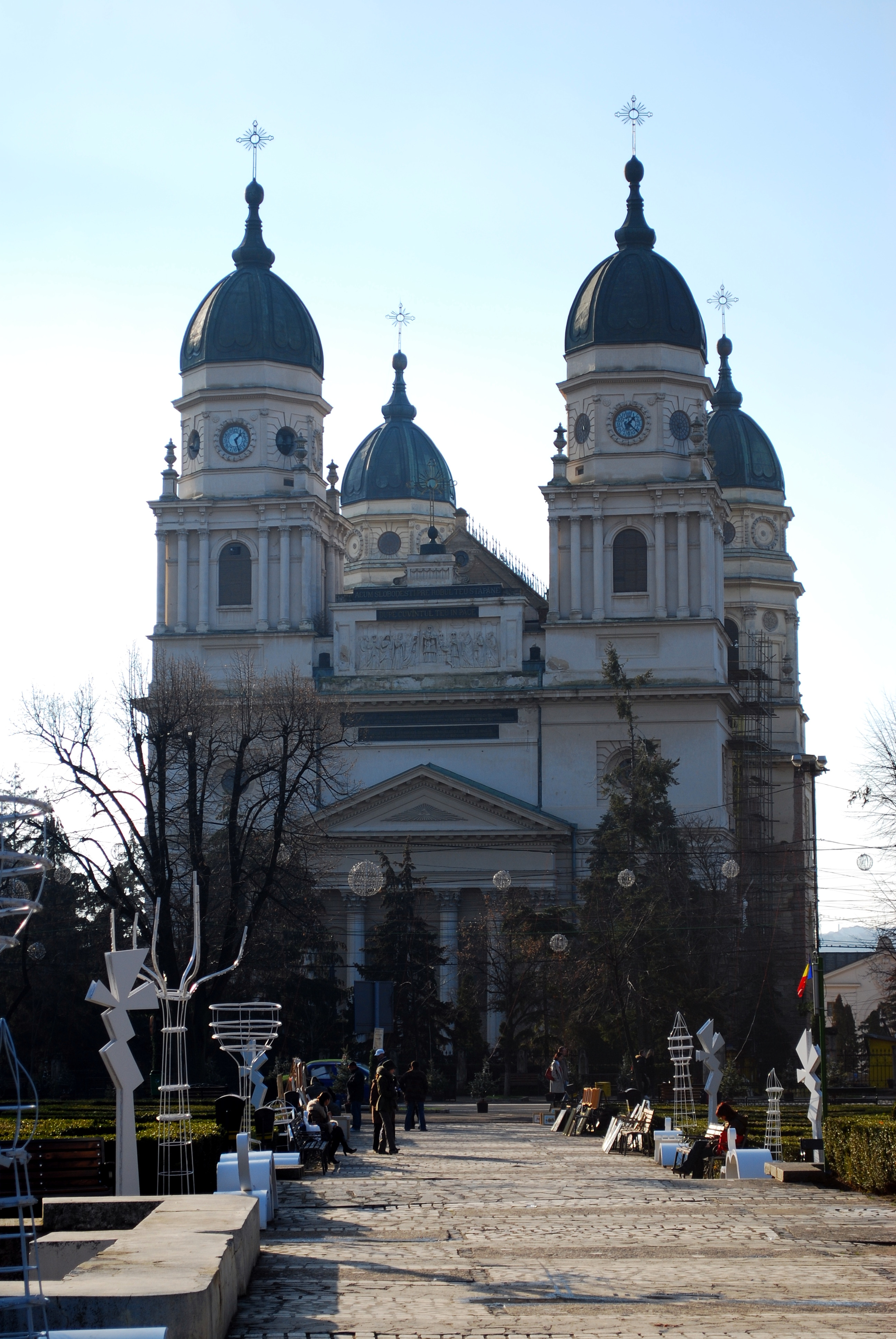
Ясський собор, катедра молдавських митрополитів.

Митрополія Молдавська і Буковинська (рум. Mitropolia Moldovei și Bucovinei) — митрополія Румунської Православної Церкви з центром у Яссах. Історична спадкоємниця Молдавської митрополії кінця XIV ст. Очолюється молдавськими митрополитами, що є архієпикопами Ясськими. Поділяється на Ясську архієпархію, Сучавську і Радівську архієпархію, Романську і Бакевську архієпархію, і Хушську єпархію.

## Назва
- Митрополія Молдавська — до ХІХ ст.
- Митрополія Ясська — з середини XVII ст.
- Митрополія Молдавська і Сучавська — у 1950—1990 роках.
- Митрополія Молдавська і Буковинська — з 1990 року.

## Історія

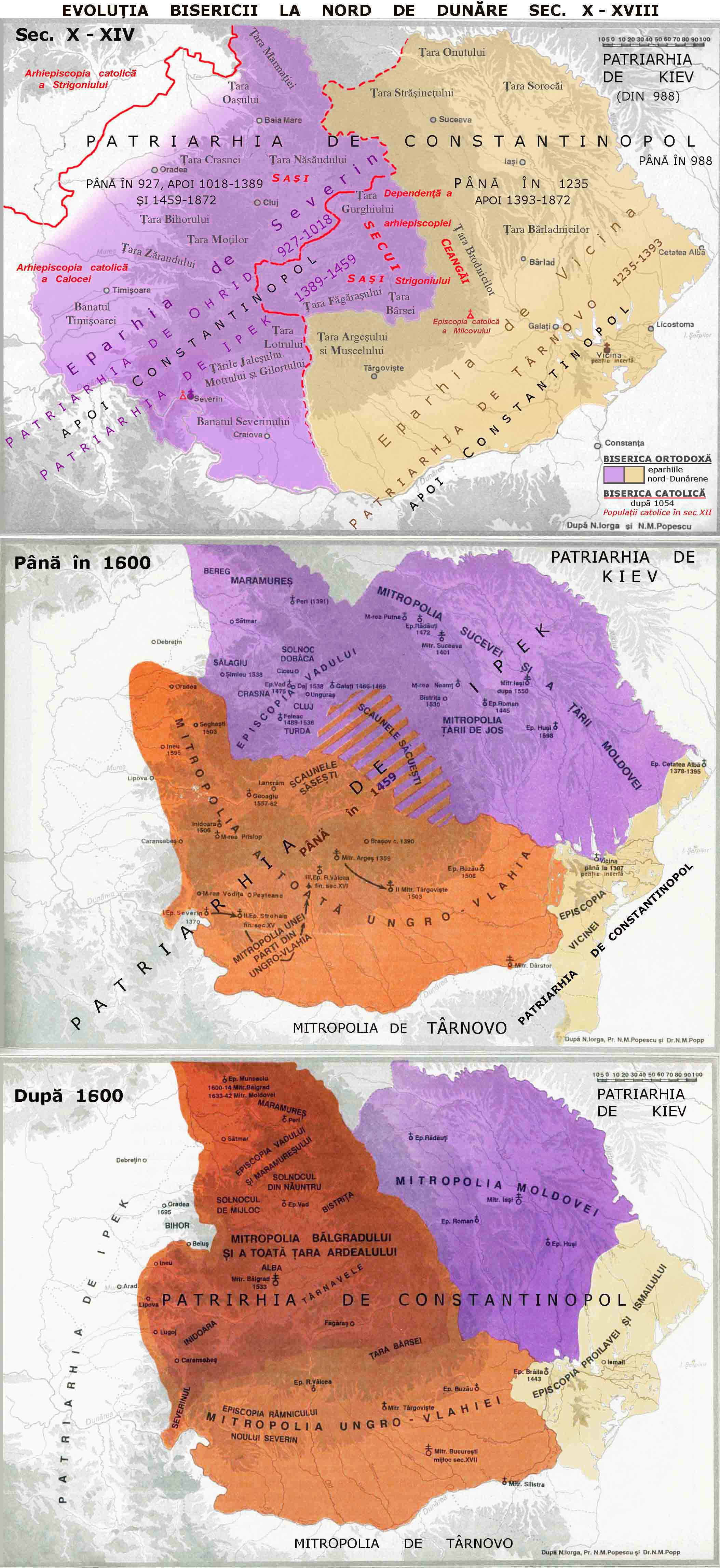
Історія православної церкви на румунських землях, 10-18 ст

Створена в 1386 році і визнана у 1401 році Вселенським константинопольським патріархатом, Молдавська митрополія об'єдналась в 1872 році з митрополією Унгро-Валахською щоб утворити Румунську православну церкву.

## Адміністрація та структура
Церкву очолює архієпископ Ясський і митрополит Молдавський і Буковинський Теофан Сава . Митрополія поділена на три архієпархії та одну єпархію.

### Архієпархії та архієпископи
- Митрополія в Ясси: Феофан Сава (2008-)
- Архієпархія Сучавська і Радівська: Пімен Заїнея (1991-)
- Архиєпархія Романська та Бакеувська: Єфтімій Лука (1978-)

### Дієцезії та єпископи
- Дієцезія в Хуші: Корнеліу Оніла (2009—2017)

## Список митрополитів
- 1401 Іосіф Мудат
- 1436—1447 Даміан
- 1447—1452 Іоахім
- 1452—1477 рр. Теоктист І
- 1477—1508 Георге I де Неамțу
- 1509—1528 Теоктист II
- 1528—1530 Калістрат
- 1530—1546 рр. Теофан I
- 1546—1551 рр. Григорій Ровка
- 1551—1552 рр. Георге II де Бістриця
- 1552—1564 Григорій II де ла Неамț
- 1564—1572 рр. Теофан II
- 1572—1577 Атанасія
- 1578—1579 рр. Теофан II
- 1582—1588 рр. Теофан II
- 1588—1591 Георге III Мовіла
- 1591—1594 рр. Ніканор
- 1595—1600 Георге III Мовіла
- 1600—1601 вакансія
- 1601—1605 Георге III Мовілья
- 1605—1608 рр. Теодосій Барбовський
- 1608—1629 Анастасія Крімка
- 1629—1632 Анастасія II
- 1632—1653 Варлаам Моцок
- 1653—1659 рр. Гедеон
- 1659—1666 Сава

. . . /. . .
- 1670—1671 рр. Гедеон
- 1671—1674 Дософтей Барелья

. . . /. . .
- 1675—1686 Дософтей Барелья
- 1686—1689 Калістрат Вартич
- 1689—1701 Сава де ла Роман

. . . /. . .
- 1708—1722 рр. Гедеон
- 1722—1730 рр. Георге IV
- 1730—1740 Антоній
- 1740—1750 Нечифор
- 1750—1760 Якоб Путнеанул
- 1761—1786 Гавриїл Каллімачі
- 1786—1788 Леон Геке
- 1788—1792 рр. Амброзія Серебреніцова
- 1792—1803 Iacob Stamati[2]
- 1803—1842 Веніямін Костаче

. . . /. . .
- 1851—1860 рр. Софроні Міклеску
- 1865—1875 Каллінік (Міклеску)
- 1875—1902 рр. Іосіф Нанієску
- 1902—1908 рр. Партені Клінніні
- 1909—1934 рр. Пімен Георгеску
- 1934—1939 рр. Нікодим Мунтяну
- 1939—1947 рр. Ірінею Міхельческу
- 1947—1948 рр. Юстиніана Марина
- 1948—1950 рр. Вакансія
- 1950—1956 рр. Себастьян Русан
- 1957—1977 Юстін Мойсеску
- 1977—1986 рр. Теоктист Арпапау
- Вакансія 1986—1990 років
- 1990—2007 рр. Даніель Чоботя
- з 2008 р. Теофану Саву